# 모리 가쓰노부
모리 가쓰노부(일본어: 毛利 勝信 もうり かつのぶ[*], 생년 미상 ~ 게이초 16년 음력 5월 6일(1611년 6월 16일))는 센고쿠 시대부터 아즈치모모야마 시대까지의 무장, 다이묘이다. 요시나리(吉成)라는 이름으로 널리 알려져 있다. 원래 성은 모리(森)라고 한다. 오와리국 출신이며 아들은 가쓰나가(勝永)가 있다.

## 생애
도요토미 히데요시의 고참 가신으로 호로 7인방 중 한 명이었다. 규슈 정벌과 히고 호족들의 반란을 진압한 공로로 부젠 고쿠라 6만 석을 받았다.
분로쿠 원년(1592년) 임진왜란때 2천의 군을 이끌고 일본군 제4군 지휘관으로 휘하장수에 시마즈 요시히로, 다카하시 모토타네, 아키즈키 다네나가, 이토 스케타카, 시마즈 도요히사 등을 이끌고 조선에 건너온다. 시마즈 요시히로 등의 규슈 남부세력과 함께 강원도로 진군하였다. 또, 조선 남부에 주둔 중 제2차 진주성 전투에 참가하였으며, 명과의 강화 교섭 중 임랑포왜성을 쌓아 조선 남부에 주둔하였다.
게이초 2년(1597년) 정유재란 때에는 아들 가쓰나가를 따라 출진하였고, 가토 기요마사 등과 함께 황석산성을 공략했다. 전주회의후 충청도에서 전라도로 진군했고, 이후 정읍회의에 참석한 좌군의 여러 장수의 건의에 따라 모리 가쓰노부는 부산으로 자리를 옮긴다. 부산으로 귀환하던 중 가쓰노부는 사천 선진리왜성을 축성하였고, 성은 시마즈 요시히로에게 넘겨주었다. 그 후 가쓰노부 자신은 부산에 진을 폈다. 연말부터 전투가 시작된 제1차 울산성 전투에서 궁지에 몰린 가토 기요마사를 구원하였고, 이후 서생포왜성에 머물렀다.
임진왜란 후 벌어진 세키가하라 전투에서는 서군에 가세해 후시미성을 공격하였다. 이 때문에 세키가하라 전후 영지가 몰수되고 가문이 단절될 위기에 몰리지만, 예부터 사이가 좋았던 야마우치 가즈토요의 탄원에 의해 가즈토요의 도사번에서 생활하게 되었다.

## 자손
- 매니 모리 - 미크로네시아 연방의 제7대 대통령.